# Munakata, Fukuoka
Munakata (japanska: 宗像市?, Munakata-shi) är en stad i Fukuoka prefektur i Japan. Staden fick stadsrättigheter 1981.